# Grădiștea (Vâlcea)
Pour les articles homonymes, voir Grădiștea.
Grădiștea est une commune du județ de Vâlcea en Roumanie.